# Sireköpinge kyrka
Sireköpinge kyrka är en kyrkobyggnad i Sireköpinge. Den är församlingskyrka i Billeberga-Sireköpinge församling i Lunds stift.

## Kyrkobyggnaden
Kyrkan uppfördes av sandsten i romansk stil under senare delen av 1100-talet. Kvar från denna tid finns koret och den halvrunda absiden. Under 1400-talet slogs valven och kyrktornet byggdes till.
Under början av 1900-talet byggde man till trappgavlar och strävpelare.
I absiden finns romanska kalkmålningar från 1100-talets senare del, som anses vara utförda av Bjäresjömästaren.

## Inventarier
- Ursprungliga dopfunten härstammar från medeltiden men är numera försvunnen. Dopfatet från 1500-talet finns dock kvar. I dess botten finns ett motiv som skildrar Maria bebådelse. Nuvarande dopfunt är från 1917.
- En malmljuskrona härstammar från 1300-talet.

### Orgel
- 1862 byggde Johan Nikolaus Söderling, Göteborg en orgel med 6 stämmor.
- 1917 byggde A. Mårtenssons Orgelfabrik AB, Lund en orgel med 10 stämmor.
- Den nuvarande orgeln byggdes 1952 av Th Frobenius & Co, Lyngby, Danmark och är en mekanisk orgel.

| Ryggpositiv I | Svällverk II      | Pedal         | Koppel |
| Gedackt 8´    | Rörflöjt 8´       | Subbas 16´    | I/P    |
| Principal 4´  | Koppelflöjt 4´    | Principal 8´  | II/P   |
| Rörflöjt 4'   | Svegel 2'         | Kvintadena 4' | II/I   |
| Nasat 2 2/3'  | Kvinta 1 1/3'     |               |        |
| Oktava 2'     | Scharf 2 chor     |               |        |
| Mixtur 4 chor | Dulcian 8'        |               |        |
|               | Crescendosvällare |               |        |

## Leo Tolstojs grav

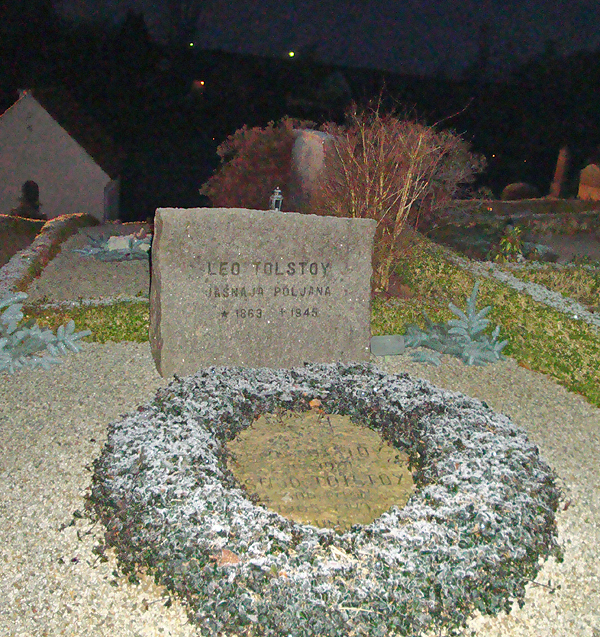
Lev Tolstojs grav, Sireköpinge kyrkogård.

Ryske författaren Lev Tolstojs son (1863-1945), med samma namn som fadern, har sin grav på kyrkogården. Sonen skickades till Sverige för att få vård då han var svårt sjuk. Han förälskade sig i doktorns dotter och bosatte sig i Skåne.